# Govindapura, Hassan
Govindapura là một làng thuộc tehsil Hassan, huyện Hassan, bang Karnataka, Ấn Độ.